# 21 avril
Pour les articles homonymes, voir Vingt-et-Un-Avril et 21 Avril (expression politique).
21 mars 21 mai
Chronologies thématiques
- Croisades
- Ferroviaires
- Sports
- Disney
- Anarchisme
- Catholicisme

Abréviations / Voir aussi
- (° 1852) = né en 1852
- († 1885) = mort en 1885
- a.s. = calendrier julien
- n.s. = calendrier grégorien
- Calendrier
- Calendrier perpétuel
- Liste de calendriers
- Naissances du jour

Le 21 avril est le 111e jour, moins souvent le 112e, de l'année du calendrier grégorien ; il en reste ensuite 254.
Son équivalent était généralement le 2e jour du mois de floréal, dans le calendrier républicain ou révolutionnaire français, officiellement dénommé jour du chêne.

## Événements

### VIIIesiècleav. J.-C.
- 753 av. J.-C. : date légendaire de la fondation de Rome par Romulus et Remus. Les jeux séculaires ci-après (ludi saeculares en latin) fêtaient à Rome l’ouverture de chaque centenaire au 21 avril concerné, jour anniversaire au moins symbolique de cette fondation.

### Iersiècleav. J.-C.
- 43 av. J.-C. : bataille de Modène entre les troupes de Marc Antoine et celles d'Aulus Hirtius.

### IIIesiècle
- 248 : Philippe l'Arabe célèbre le millénaire de Rome par des jeux grandioses[1].

### XIesiècle
- 1097 : Raymond de Saint-Gilles, comte de Toulouse, arrive à Constantinople, pour prendre part à la première croisade.

### XVIesiècle
- 1526 : victoire du conquérant centre-asiatique Bâbur battant le sultan Ibrahim Lodi lors de la première bataille de Pânipat, à la base de la création d'un empire moghol en Inde.

### XVIIIesiècle
- 1782 : fondation de Bangkok.
- 1792 : projet de décret, sur l’organisation générale de l’instruction publique, présenté à l'Assemblée constituante par Condorcet.
- 1797 : Napoléon Bonaparte bat les Sardes, lors de la bataille de Mondovi.

### XIXesiècle
- 1809 : Napoléon Ier bat les Autrichiens, à la bataille de Landshut.
- 1836 : les Texans se révoltent contre le Mexique, et gagnent leur indépendance (bataille de San Jacinto).

### XXesiècle
- 1944 : le droit de vote est accordé aux femmes en France.
- 1945 :
  - libération du camp de Ravensbrück.
  - Prise de Stuttgart par les Français.
  - Prise de Bologne par les Polonais.
- 1948 : résolution no 47 du Conseil de sécurité des Nations unies relative à la partition Inde-Pakistan.
- 1960 :
  - naissance de la foi bahá'íe orthodoxe à Washington D.C., États-Unis.[réf. nécessaire]
  - Brasilia devient la nouvelle capitale du Brésil.
- 1961 : putsch des généraux à Alger.
- 1966 : visite d'État du Négus Hailé Sélassié Ier, en Jamaïque, provoquant l'essor du mouvement rastafari[2].
- 1967 : coup d'État des colonels à Athènes en Grèce et début de huit années de dictature.
- 1970 : la principauté de Hutt River se proclame indépendante de la fédération australienne.
- 1997 : Jacques Chirac annonce qu'il dissout l'Assemblée nationale en France.

### XXIesiècle
- 2002 : le premier tour de l’élection présidentielle française voit l'élimination du candidat socialiste Lionel Jospin et l'arrivée au second tour du candidat d’extrême droite Jean-Marie Le Pen pour la première fois sous la Cinquième République. Cette date devint une expression politique.

- 2012 : résolution no 2043 du Conseil de sécurité des Nations unies sur la situation au Moyen-Orient.
- 2019 : au second tour de l'élection présidentielle de l'Ukraine, c'est le comédien et ancien président de fiction mais novice en politique réelle Volodymyr Zelensky qui remporte une victoire écrasante face au président sortant et ancien magnat du chocolat Petro Porochenko[3].
- 2025 : le Vatican annonce la mort du pape François (photo du haut) à l'âge de 88 ans ; le camerlingue Kevin Farrell (photo du bas) gère les affaires courantes durant le sede vacante en attendant le prochain conclave[4],[5].

## Arts, culture et religion
- 1934 : publication d'une célèbre photo dite du monstre du Loch Ness qui s'avère être un canular dans le tabloïd anglais Daily Mail.
- 1938 : première parution du journal de Spirou en francophonie.
- 1957 : publication de l'encyclique Fidei donum, par le pape Pie XII.
- 1972 : la sortie en France du film Orange mécanique, de Stanley Kubrick, déclenche un tourbillon de polémiques.

## Sciences et techniques
- 1949 : premier vol au monde d'un avion à statoréacteur (avec une tuyère thermopropulsive) Leduc 010-01 piloté par Jean Gonord.

## Économie et société
- 1943 : création du Football Club de Nantes (FC Nantes).
- 1952 : première célébration de la fête des secrétaires aux États-Unis[6].
- 1967 : dernier duel à l'épée en France (à Neuilly-sur-Seine) entre les députés Gaston Defferre (socialiste) et René Ribière (gaulliste) se soldant par la « victoire » du premier (une estafilade infligée à son adversaire auquel il laisse la vie sauve et qui se mariera le lendemain)[7].
- 1989 : sortie de la console portable de Nintendo, la Game Boy.
- 2002 : élection présidentielle en France. Le candidat d'extrême droite Jean-Marie Le Pen accède au second tour, contre le président sortant Jacques Chirac, déjouant la plupart des pronostics d'un nouveau duel final gauche-droite Jospin-Chirac. Ce coup de tonnerre fera du 21 avril une date référence souvent citée dans des expressions françaises.
- 2005 : en Espagne gouvernée par José Luis Zapatero, les députés autorisent les couples homosexuels à se marier.
- 2015 : au Yémen, la coalition arabe met fin à l'opération Tempête décisive, et commence l'opération Restaurer l'espoir (Restore hope).
- 2017 :
  - une attaque des talibans contre une base de l'armée afghane fait au moins 140 morts en Afghanistan.
  - Un attentat contre les locaux du FSB entraîne deux morts à Khabarovsk en Russie.
- 2019 : une série d'attaques terroristes visant des églises et des hôtels au Sri Lanka le jour chrétien de Pâques cause plusieurs centaines de morts et de blessés.
- 2021 : en Indonésie, le sous-marin KRI Nanggala (402), de la marine nationale, l'un des deux de type 209 de la classe Cakra, disparait lors d'un exercice de torpillage dans les eaux au nord de Bali avec 53 personnes à bord, dont 49 officiers et membres d'équipage ainsi que 4 passagers[8].

## Naissances

### XVIesiècle
- 1555 : Lodovico Carracci, peintre italien pré-baroque de l'école bolonaise († 13 novembre 1619).

### XVIIesiècle
- 1619 : Jan van Riebeeck, colon néerlandais († 18 janvier 1677).
- 1652 : Michel Rolle, mathématicien français († 8 novembre 1719).
- 1671 : John Law, aventurier, banquier et économiste écossais († 21 mars 1729).

### XVIIIesiècle
- 1729 : Catherine II, Impératrice de Russie († 6 novembre 1796).
- 1753 : Jean-Baptiste Grenier, homme politique français, député du tiers état de la sénéchaussée de Riom aux États généraux († 26 mars 1838).
- 1771 : Népomucène Lemercier, poète français († 7 juin 1840).
- 1774 : Jean-Baptiste Biot, physicien et mathématicien français († 3 février 1862).
- 1785 : Charles de Flahaut, militaire et diplomate français, fils illégitime de Talleyrand et lui-même père illégitime du duc de Morny († 2 septembre 1870).

### XIXesiècle

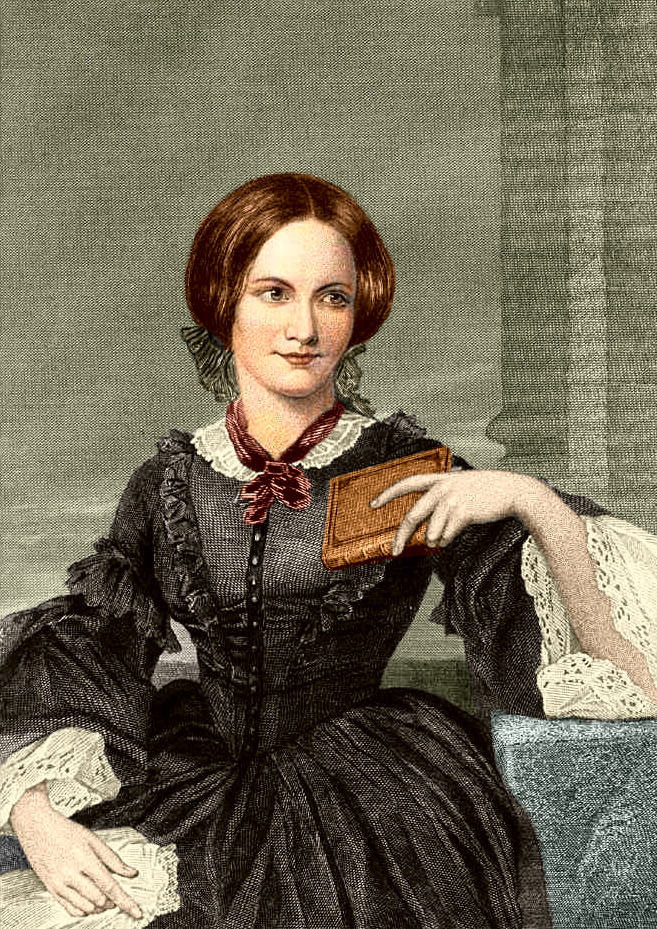
Charlotte Brontë en 1873

- 1816 : Charlotte Brontë, femme de lettres britannique († 31 mars 1855)
- 1828 : Hippolyte Taine, historien français († 5 mars 1893)
- 1830 : Clémence Royer, philosophe et scientifique française († 6 février 1902).
- 1837 : Fredrik Bajer, personnalité politique danoise, prix Nobel de la paix 1908 († 22 janvier 1922).
- 1838 : John Muir, naturaliste et écrivain américain († 24 décembre 1914).
- 1846 : Georges Boutelleau, poète et romancier français († 22 janvier 1916).
- 1848 : Francis Charmes, journaliste, diplomate, haut fonctionnaire, homme politique et académicien français († 4 janvier 1916).
- 1849 : Oscar Hertwig, embryologiste allemand († 25 octobre 1922).
- 1851 : Charles Barrois, géologue français († 5 novembre 1939).
- 1864 : Max Weber, sociologue allemand († 14 juin 1920).
- 1874 : Vincent Scotto, compositeur français († 15 novembre 1952).
- 1875 : André Siegfried, historien, géographe et académicien français († 28 mars 1959).
- 1879 : Kartini (Raden Ayu Kartini dite), aristocrate javanaise, pionnière des droits des femmes indonésiennes († 17 septembre 1904).
- 1880 : Paul-Otto Bessire, historien suisse († 6 septembre 1958).
- 1887 : Joe McCarthy (en), gestionnaire de baseball américain († 13 janvier 1978).
- 1889 : Efrem Zimbalist, violoniste américain d’origine russe († 22 février 1985).
- 1896 :
  - Attila Hörbiger, acteur autrichien († 27 avril 1987) ;
  - Geertruida Wijsmuller-Meijer, Juste parmi les nations, sauveteuse de 10 000 Juifs († 30 août 1978).

### XXesiècle
- 1904 : 
  - Odilo Globocnik, criminel de guerre nazi autrichien puis allemand († 31 mai 1945).
  - Jean Hélion, peintre français figuratif († 27 octobre 1987).
- 1906 : J.B. Tanko (Josip Bogoslaw Tanko dit), réalisateur et producteur croate expatrié au Brésil († 5 octobre 1993).
- 1912 : Marcel Camus, réalisateur français († 13 janvier 1982).
- 1913 : Georges Maillols, architecte français et rennais († 25 juillet 1998).
- 1914 : 
  - Mark Fradkine, compositeur soviétique († 4 avril 1990).
  - Jean Goujon, coureur cycliste français, champion olympique († 26 avril 1991).
  - Norman Panama, scénariste, réalisateur et producteur américain († 13 janvier 2003).
- 1915 :
  - Louis Morisset, auteur québécois de feuilletons télévisés († 6 décembre 1968).
  - Anthony Quinn, acteur américain d'origine mexicaine († 3 juin 2001).
- 1916 : Eldon Rathburn (en), compositeur canadien († 30 août 2008).
- 1917 :
  - Paulette Brisepierre, femme politique française († 7 juillet 2012).
  - Josep Palau i Fabre, poète et écrivain espagnol d'expression catalane († 23 février 2008).
  - Gérard Thibault, imprésario et restaurateur québécois († 3 septembre 2003).
- 1919 :
  - André Bettencourt, journaliste et homme politique français de l'Académie des beaux-arts († 19 novembre 2007).
  - Don Cornell (en), chanteur américain († 23 février 2004).
  - Roger Doucet, ténor québécois († 19 juillet 1981).La reine du Royaume-Uni Élisabeth II

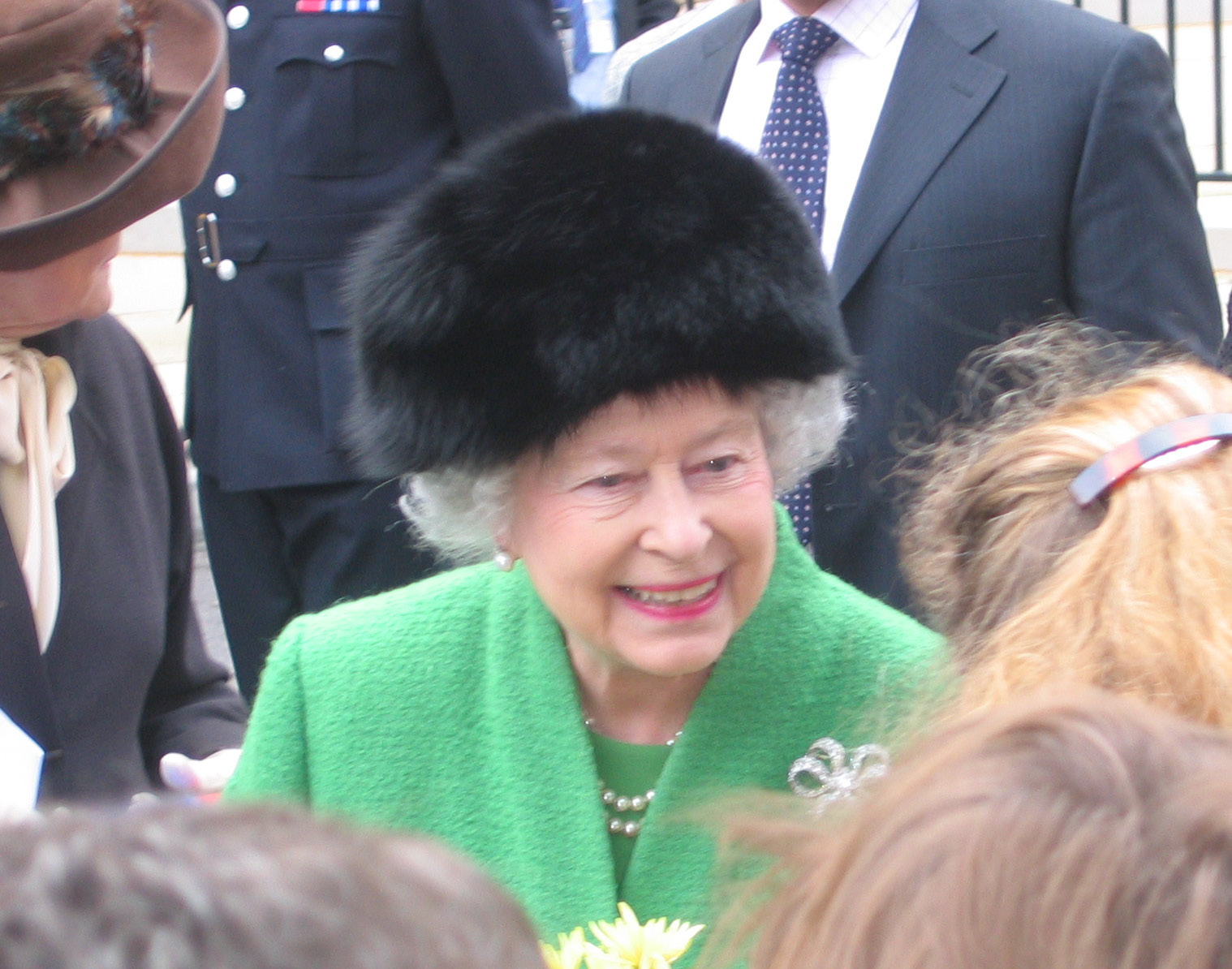
La reine du Royaume-Uni Élisabeth II

- 1920 : Bruno Maderna, compositeur et chef d'orchestre italien († 13 novembre 1973).
- 1922 : 
  - Valérie André, résistante, médecin, pilote et première femme général(e) en France, devenue centenaire.
  - Alistair MacLean, romancier écossais († 2 février 1987).
- 1923 : Gustaw Holoubek, acteur de théâtre et de cinéma, réalisateur et homme politique polonais († 6 mars 2008).
- 1926 : Élisabeth II, reine du Royaume-Uni de 1952 à 2022 († 8 septembre 2022).
- 1927 :
  - José Miguel Agrelot, comédien américain († 28 janvier 2004).
  - Robert Savoie, baryton québécois († 14 septembre 2007).
- 1928 : 
  - André Escaro, dessinateur de presse français.
  - Jack Evans, défenseur et entraîneur de hockey sur glace canadien († 10 novembre 1996).
- 1929 :
  - Juliette Figueras, danseuse et mannequine marseillaise élue Miss Paris 1948 puis Miss France 1949 et Miss Europe 1949.
- 1930 : Silvana Mangano, actrice italienne († 16 décembre 1989).
- 1932 : Elaine May, actrice, scénariste et réalisatrice américaine.
- 1935 :
  - Claude Duneton, écrivain, romancier et traducteur français, historien du langage, chroniqueur, comédien, militant des langues régionales († 21 mars 2012).
  - Arnaud Geyre, cycliste sur route français († 20 février 1918).
  - Charles Grodin, acteur américain († 18 mai 2021).
- 1936 : Reggie Fleming, joueur de hockey sur glace canadien († 11 juillet 2009).
- 1937 : Philippe Madrelle, homme politique français.
- 1938 :
  - Gabriella Csire, écrivaine roumaine d'expression hongroise.
  - Eraldo Pizzo, joueur de water-polo italien, champion olympique.
- 1940 :
  - Jacques Caron, gardien de but de hockey sur glace québécois.
  - Souleymane Cissé, cinéaste malien.
  - Mokdad Sifi, homme d'État algérien.
- 1942 : 
  - John Konrads, nageur australien d'origine lettone, champion olympique († 25 avril 2021).
  - Pierre Lorrain, homme politique québécois († 24 décembre 2004).
- 1943 : Philippe Séguin, homme politique français († 7 janvier 2010).
- 1945 : 
  - Tania Torrens, actrice française de doublage († 12 décembre 2024)
  - Mark Wainberg, chercheur canadien, pionnier de la recherche sur le sida († 11 avril 2017).
- 1946 : Patrick Rambaud, écrivain français juré de l'Académie Goncourt.
- 1947 : 
  - Roger Bourgarel, joueur de rugby à XV français.
  - Iggy Pop (James Newell Osterberg Jr. dit), chanteur et acteur américain[9].
- 1948 :
  - Paul Davis, chanteur et compositeur américain († 22 avril 2008).
  - Claire Denis, scénariste et réalisatrice française.
  - Gino Strada (Luigi Strada dit), chirurgien italien.
- 1950 : Michel Rougerie, pilote de Grand Prix moto français († 31 mai 1981).
- 1951 :
  - Pierre-Alain Clément, homme politique suisse.
  - Tony Danza, acteur américain.
  - Jean-Pierre Dardenne, réalisateur belge.
  - Aleksandr Laveïkine, cosmonaute soviétique.
  - Steve Vickers, hockeyeur sur glace canadien.
- 1952 : Soslan Andiyev, lutteur soviétique, champion olympique († 22 novembre 2018).
- 1953 : Guy Mongrain, animateur de télévision québécois.
- 1954 : James Morrison, acteur et scénariste américain.
- 1955 : Doug Soetaert, joueur de hockey sur glace canadien.
- 1956 : Patrick Varin, matador français.
- 1957 :
  - Hervé Le Tellier, écrivain français lauréat du prix Goncourt fin 2020.
  - Jesse Orosco, lanceur de baseball américain.
- 1958 : 
  - Hélène Dorion, écrivaine québécoise.
  - Andie MacDowell, actrice américaine.
- 1959 : Robert Smith, chanteur britannique du groupe The Cure.
- 1960 : 
  - Michel Goulet, joueur de hockey sur glace québécois.
  - Julius Korir, athlète kényan, champion olympique sur 3 000 m steeple.
- 1961 : 
  - David Servan-Schreiber, neuropsychiatre, chercheur et auteur français († 24 juillet 2011).
  - Ronald Florijn, rameur d'aviron néerlandais, double champion olympique.
- 1963 :
  - John Cameron Mitchell, écrivain, acteur et metteur en scène américain.
  - Ken Caminiti, joueur de baseball américain († 10 octobre 2004).
  - Roy Dupuis, acteur canadien.
- 1964 :
  - Alex Baumann, nageur canadien d’origine tchèque.
  - Sylviane Bulteau, femme politique française.
  - Ludmila Engquist, athlète suédoise d'origine russe, championne olympique du 110 m haies.
- 1965 :
  - Edward Belfour, joueur de hockey sur glace canadien.
  - Jessica Rizzo, actrice et réalisatrice de films pornographiques italienne.
- 1966 :
  - Michael Franti, auteur-compositeur et interprète américain.
  - Andy Halter, joueur de football suisse.
- 1968 :
  - Jean-Louis Agobet, compositeur français.
  - Christoph Meili, agent de sécurité et lanceur d'alerte suisse.
- 1969 : Toby Stephens, acteur britannique.
- 1971 : Stéphane Billette, homme politique québécois.
- 1972 : Gwendal Peizerat, danseur sur glace français.
- 1973 : Yelena Rudkovskaya, nageuse bélarusse championne olympique.
- 1975 :
  - Brian J. White, acteur américain.
  - Pedro Winter, compositeur, producteur de musique électronique.
  - Charlie O Connell, acteur américain.
  - Danyon Loader, nageur néo-zélandais, double champion olympique.
- 1976 : Le Rat Luciano, rappeur français.
- 1977 :
  - Doseone (Adam Drucker dit), rappeur américain.
  - Jamie Salé, patineuse artistique canadienne.
- 1978 : Jukka Nevalainen, batteur du groupe de métal symphonique finlandais Nightwish.
- 1979 :
  - Nicolas Bedos, réalisateur, acteur, humoriste, scénariste, dramaturge et metteur en scène français.
  - Claire Legendre, écrivaine française.
  - James McAvoy, acteur écossais.
- 1980 :
  - Jeff Keppinger, joueur de baseball américain.
  - Vincent Lecavalier, joueur de hockey québécois.
  - Tony Romo, joueur de football américain.
- 1983 : Gugu Mbatha-Raw, actrice britannique.
- 1984 : Andreï Ivanov, basketteur russe.
- 1985 : Luis Bolívar, matador colombien.
- 1986 :
  - Alexander Edler, hockeyeur sur glace suédois.
  - Isabelle Yacoubou, basketteuse française.
- 1988 : Christoph Saunders, acteur américain.
- 1990 : Juliette Lamboley, actrice française.
- 1991 :
  - Frank Dillane, acteur anglais.
  - Myriam El Koukho, gymnaste artistique marocaine.
- 1992 :
  - Isco, footballeur international espagnol.
  - Joc Pederson, joueur de baseball américain.
- 1994 : Ludwig Augustinsson, footballeur international suédois.
- 1996 :
  - Iván Arboleda, footballeur colombien.
  - Tavi Gevinson, écrivaine, rédactrice en chef et actrice américaine.
  - Luisa Neubauer, activiste pour le climat allemande.
- 1998 : Alicia Aylies, Miss France 2017.
- 2000 : Nemo Schiffman, acteur et chanteur français.

### XXIesiècle
- 2007 : Isabella de Danemark, fille du prince héritier Frederik et de la princesse héritière Mary Donaldson.

## Décès

### VIesiècle
- 586 (entre 13 avril et 8 mai) : Léovigild, roi wisigoth d'Hispanie et de Septimanie de 568 à sa mort (°C. 530).

### VIIIesiècle
- 748 : Genshō, impératrice du Japon (° 680).Abélard avec Héloïse d’Argenteuil

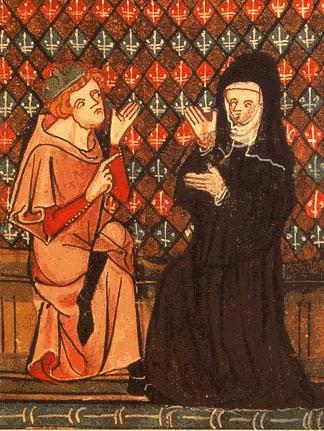
Abélard avec Héloïse d’Argenteuil

### XIesiècle
- 1073 : Alexandre II, pape (° 1010 ou 1015).

### XIIesiècle
- 1109 : Anselme de Cantorbéry, archevêque de Cantorbéry (° 1033 ou 1034).
- 1112 : Bertrand de Saint-Gilles, comte de Toulouse et de Tripoli (° v. 1065).
- 1142 : Pierre Abélard, philosophe et théologien français (° 1079 ; iconographie ci-jointe).

### XIVesiècle
- 1329 : Ferry IV de Lorraine, duc de Lorraine (° 15 avril 1282).
- 1352 : Boleslas III le Prodigue, duc de Silésie (° 23 mars 1291).

### XVIesiècle
- 1509 : Henri VII, roi d'Angleterre (° 28 janvier 1457).

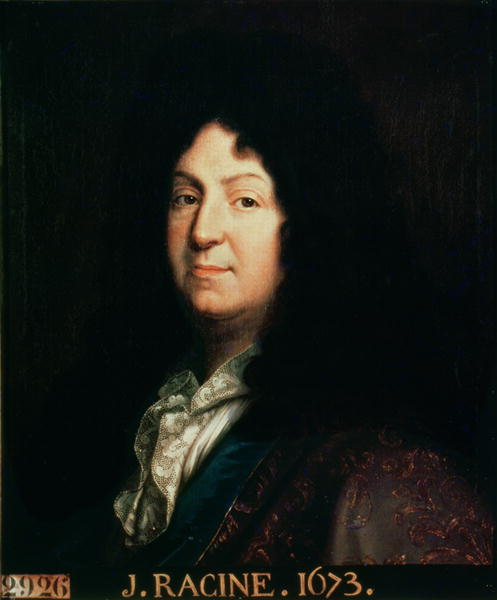
Jean Racine en 1673

- 1552 : Petrus Apianus, astronome et mathématicien allemand (° 16 avril 1495).
- 1574 : Cosme Ier de Toscane, grand-duc de Toscane (° 12 juin 1519).

### XVIIesiècle
- 1650 : Yagyū Jūbei Mitsuyoshi, samouraï japonais (° 1607).
- 1652 : Pietro Della Valle dit Pellegrino, aventurier et explorateur italien du XVIIe siècle (° 2 avril 1586).
- 1699 : Jean Racine, écrivain français (° 22 décembre 1639).

### XVIIIesiècle
- 1718 : Philippe de La Hire, mathématicien et historien français (° 18 mars 1640).
- 1720 : Antoine Hamilton, écrivain français (° 1646).
- 1730 : Jan Palfijn, médecin-chirurgien flamand (° 28 novembre 1650).
- 1736 : Eugène de Savoie-Carignan, grand général des armées impériales d'Autriche (° 18 octobre 1663).
- 1740 : Antonio Balestra, peintre italien (° 12 août 1666).
- 1792 : Joaquim José da Silva Xavier dit Tiradentes, militant politique indépendantiste brésilien (° 16 août 1746).

### XIXesiècle
- 1852 : Ivan Alexandrovitch Nabokov, général russe (° 11 mars 1787).
- 1869 : Hermann von Meyer, paléontologue allemand (° 3 septembre 1801).
- 1900 : Alphonse Milne-Edwards, zoologiste français (° 13 octobre 1835).

### XXesiècle
- 1906 : Guillaume-Marie-Joseph Labouré, cardinal français, archevêque de Rennes (° 27 octobre 1841).
- 1918 : Manfred von Richthofen, pilote allemand (° 2 mai 1892).
- 1919 : Dominique Soulé, religieux catholique français (° 20 janvier 1827).
- 1910 : Mark Twain, écrivain américain (° 30 novembre 1835).
- 1918 : Manfred von Richthofen dit le « Baron Rouge », as de l'armée de l'air allemande (° 2 mai 1892).
- 1922 : Alessandro Moreschi, chanteur castrat italien (° 11 novembre 1858).
- 1926 : George Washington Murray, homme politique américain (° 22 septembre 1853).
- 1938 : Muhammad Iqbal, poète et philosophe indien musulman (° 9 novembre 1877).
- 1939 : Jules Viard, archiviste et historien français (° 15 août 1862)
- 1945 : Walter Model, maréchal allemand (° 24 janvier 1891).
- 1946 : John Maynard Keynes, économiste britannique (° 5 juin 1883).
- 1948 : René Duchez, résistant français (° 2 février 1903).
- 1954 : Harvey Wiley Corbett, architecte américain (° 8 janvier 1873).
- 1962 : Concepción García Lorca, personnalité de l'exil républicain espagnol, sœur de Federico García Lorca (° 14 avril 1903).
- 1965 : Edward Appleton, physicien anglais, prix Nobel de physique 1947 (° 6 septembre 1892).
- 1971 : François Duvalier, président d'Haïti puis dictateur de 1957 à 1971 (° 14 avril 1907).
- 1972 : Pierre Lazareff, journaliste, patron de presse et pionnier français de l'actualité télévisée (° 16 avril 1907).
- 1973 : Arthur Fadden, homme d’État australien, 13e Premier ministre d'Australie (° 13 avril 1894).
- 1975 : prince Sisowath Sirik Matak, Premier ministre de la République du Cambodge, exécuté par les Khmers rouges (° 22 janvier 1914).
- 1977 : Aymeric Simon-Lorière, homme politique français (° 30 juin 1944).
- 1980 : Alexandre Oparine, biochimiste russe (° 2 mars 1894).
- 1985 :
  - Foster Hewitt, animateur canadien de sport télévisé (° 21 novembre 1902).
  - Tancredo Neves, président du Brésil en 1985 (° 4 mars 1910).
- 1989 : James Kirkwood Jr., romancier, dramaturge et acteur américain (° 22 août 1924).
- 1990 :
  - Erté (Romain de Tirtoff dit), stylicien français (° 23 novembre 1892).
  - Bogusław Psujek, athlète polonais (° 22 novembre 1956).
  - Silvio Leonardi, ingénieur et homme politique italien du Parti communiste (° 16 juillet 1914).
- 1996 :
  - Djokhar Doudaïev, président tchétchène (° 15 février 1944).
  - Robert Hersant, magnat français de la presse (° 31 janvier 1920).
  - Luigi Pistilli, acteur italien (° 19 juillet 1929).
- 1997 :
  - Alfred Bailey, poète, anthropologue, ethnologue et historien canadien (° 18 mars 1905).
  - Diosdado Macapagal, homme d'État philippin (° 28 septembre 1910).
  - Sayed Mekawi, chanteur égyptien (° 8 mai 1927).
  - Andrés Rodríguez Pedotti, militaire de carrière et homme politique américain (° 19 juin 1923).
- 1998 :
  - Gilles Ivain, poète et militant politique français (° 16 janvier 1933).
  - Egill Jacobsen, peintre surréaliste danois (° 16 décembre 1910).
  - Jean-François Lyotard, philosophe français (° 10 août 1924).
  - Irene Vernon, actrice américaine (° 16 janvier 1922).

### XXIesiècle

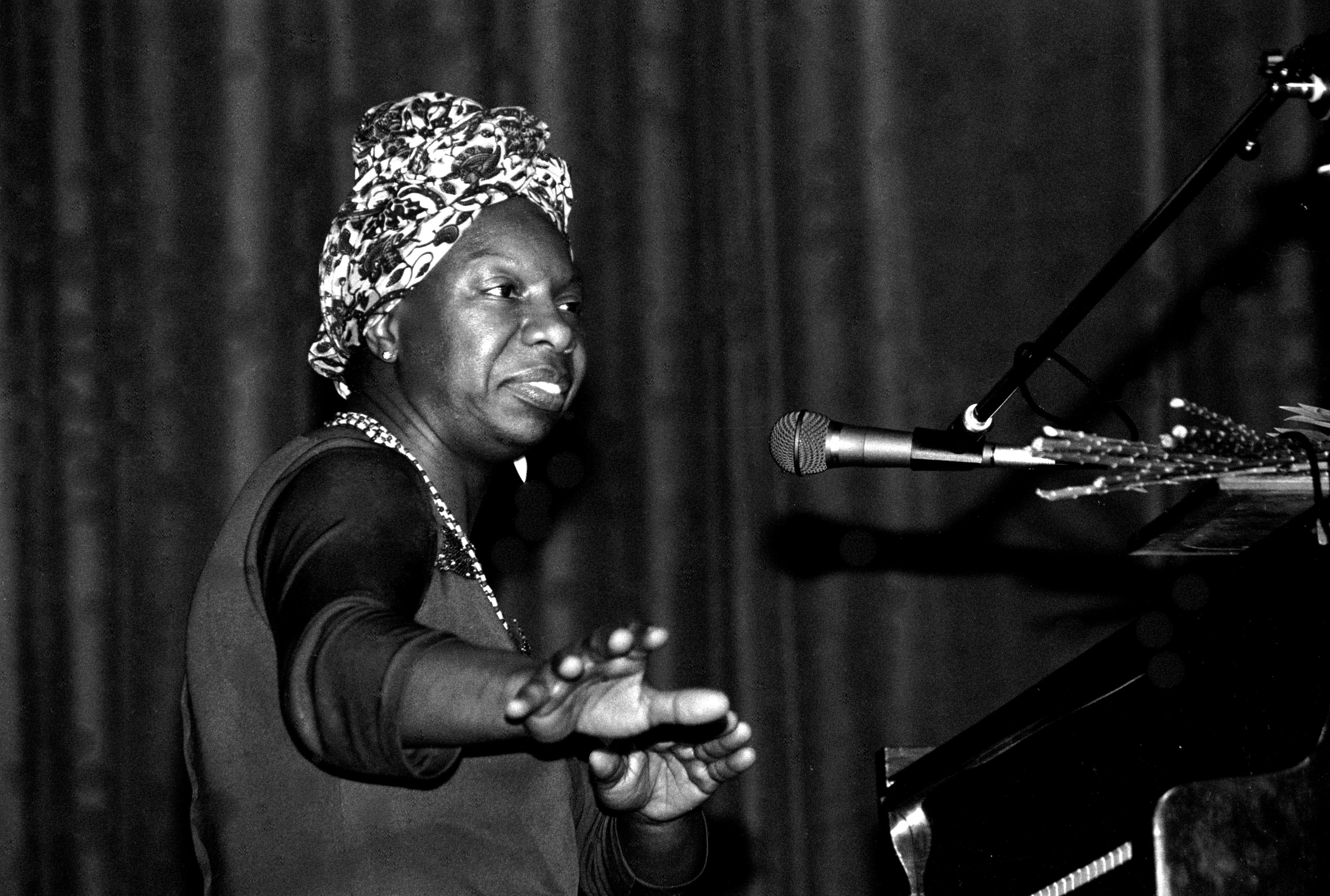
Nina Simone en 1982

- 2002 : Red O'Quinn, joueur de football américain (° 7 septembre 1925).
- 2003 : Nina Simone, pianiste et chanteuse américaine (° 21 février 1933).
- 2005 : Feroze Khan, joueur de hockey sur gazon pakistanais (° 9 septembre 1904).
- 2007 : Jules Sbroglia, footballeur international français (° 10 juillet 1929).
- 2008 : Al Wilson (en), chanteur américain (° 19 juin 1939).
- 2010 : Juan Antonio Samaranch, homme politique et responsable sportif espagnol, président du Comité international olympique de 1980 à 2001 (° 17 juillet 1920).
- 2011 : Bob Asklöf, Chanteur et acteur suédois ayant fait l'essentiel de sa carrière en France, interprète de la version française de la chanson du film Bons Baisers de Russie en 1963 (° 16 février 1942).
- 2012 : Albert Falco, plongeur français, chef plongeur, chef de mission puis capitaine de la Calypso, fidèle second du commandant Cousteau (° 17 octobre 1927).
- 2013 : 
  - Shakuntala Devi, calculateur prodige (° 4 novembre 1929).
  - Leopold Engleitner, objecteur de conscience et survivant des camps de concentration de Buchenwald, Niederhagen et Ravensbrück (° 23 juillet 1905).
- 2014 : Herb Gray, homme politique canadien (° 25 mai 1931).
- 2016 :
  - Lonnie Mack, guitariste et chanteur américain (° 18 juillet 1941).
  - Prince (Prince Rogers Nelson dit), musicien, chanteur et producteur américain (° 7 juin 1958).
- 2018 :
  - Nelson Pereira dos Santos, cinéaste brésilien (° 22 octobre 1928).
  - Nabi Tajima, civile japonaise, doyenne de l'humanité du 15 septembre 2017 jusqu'à sa mort (° 4 août 1900).
  - Huguette Tourangeau, mezzo-soprano québécoise (° 12 août 1938).
  - Verne Troyer, acteur américain (° 1er janvier 1969).
- 2019 : Ken Kercheval, acteur américain (° 15 juillet 1935).
- 2020 : 
  - Jacques Pellen, guitariste et compositeur breton (° 9 avril 1957).
  - Florian Schneider (Florian Schneider-Esleben ou simplement), musicien allemand, l'un des deux membres fondateurs du groupe pionnier de musique électronique Kraftwerk en 1970 (° 7 avril 1947).
- 2021 : 
  - Håkon Brusveen, fondeur norvégien (° 15 juillet 1927).
  - Marc Bécam, ingénieur et syndicaliste agricole puis homme politique français (° 9 octobre 1931).
  - Gilbert Clain, sculpteur français (° 17 août 1941).
  - Myriam Colombi, actrice et directrice de théâtre française (° 23 février 1940).
  - Marc Ferro, historien français, animateur de l'émission télévisée d'archives Histoire parallèle sur La Sept puis Arte (° 24 décembre 1924)
- 2024 :
  - Jean-Marie Aerts, guitariste et producteur musical belge (° 25 mai 1951).
  - Terry Anderson, journaliste américain (° 27 octobre 1947).
  - Ángel Aranda, acteur espagnol (° 18 septembre 1934).
  - Étienne Delessert, écrivain, dessinateur et artiste peintre helvético-américain (° 4 janvier 1941).
  - Daniel Dewavrin, homme d'affaires et responsable syndical français (° 24 juin 1936).
  - Ana Estrada, psychologue et militante de l'euthanasie péruvienne (° 20 novembre 1976).
  - Ray Garton, écrivain américain (° 2 décembre 1962).
  - Pierre Gonnord, photographe portraitiste français (° 28 juin 1963).
  - Fujiko Hemming, pianiste classique euro-japonaise et suédoise (° 5 décembre 1931).
  - Roedad Khan, fonctionnaire et homme politique pakistanais (° 28 septembre 1923).
- 2025 :
  - Jorge Mario Bergoglio, 266ème pape de l’Église catholique (° 17 décembre 1936).
  - Peter von Matt, écrivain et essayiste suisse (° 20 mai 1937).
  - Odile de Vasselot de Régné, résistante française et laïque consacrée (° 6 janvier 1922).
  - Francis Zammit Dimech, homme politique maltais (° 23 octobre 1954).

## Célébrations

### Internationale
- Journée mondiale de la créativité et de l’innovation adoptée par l'ONU le 27 avril 2017[10].
- Mouvement rastafari : Grounation Day (en), fête rasta célébrant la visite d'État en Jamaïque d'Hailé Sélassié Ier d'Éthiopie ou d'Abyssinie en 1966 (aussi concevable en fête religieuse ci-après).

### Nationales
- Brésil : fête de Tiradentes, jour férié commémorant la mort ci-avant de l'indépendantiste Joaquim José da Silva Xavier.
- États-Unis : fête des secrétaires depuis 1952.
- Indonésie : journée de la femme ou jour Kartini célébrant l'anniversaire de naissance de Kartini[11].
- Royaume-Uni (Angleterre et en principe Écosse, Pays de Galles, Ulster) voire Commonwealth britannique : fête de l'anniversaire de la reine Élisabeth II du Royaume-Uni née en 1926 supra.
- Texas (États-Unis) : San Jacinto Day (en) / fête de San Jacinto, anniversaire de la bataille de San Jacinto.

### Religieuses
- Fêtes religieuses romaines antiques : Palila, fête romaine de fécondité en l'honneur de la déesse Palès commémorant la fondation de Rome précédemment en -753. Les bergers y répétaient le rite de purification du peuple effectué par Romulus, outre les jeux séculaires déjà évoqués (ludi saeculares) à partir de -653 environ comme en +248 plus haut.
- Bahaïsme : Ridván célébrant la prophétie de Mirza Husayn Ali Nuri à Bagdad.

### Saints chrétiens

#### Saints catholiques et orthodoxes du jour
Référencés ci-après in fine, :
- Anastase de Chypre († VIIe siècle), moine.
- Anastase d'Antioche († 599), patriarche
- Apollon de Rome († 186), avec Issac, Codrat, Alexandra, martyrs à Rome (les Apollinaire à part).
- Beuno († 640), abbé gallois de Clynnog-Faw.
- Hamon de Plescop († Ve siècle), prince breton devenu prêtre.
- Maëlrub († 722), moine et fondateur d'un monastère de Applecross.
- Maximien de Constantinople († 434), patriarche.
- Wolbodon d'Utrecht († 1021), évêque.

#### Saints et bienheureux catholiques du jour
Référencés ci-après in fine :
- Anselme de Cantorbéry († 1099), bénédictin, docteur de l'Église.
- Barthélemy Cerveri († 1466), bienheureux religieux dominicain italien et martyr (voir aussi les 24 août).
- Conrad de Parzham († 1894), religieux capucin bavarois (voir 12 décembre).
- Jean Saziari († 1371), bienheureux laïc italien membre du Tiers-Ordre franciscain.
- Román Adame Rosales († 1927), prêtre et martyr mexicain.

#### Saint orthodoxe
Alexandra (+ ?), épouse de Dioclétien (Η ΑΓΙΑ ΑΛΕΞΑΝΔΡΑ ή βασίλισσα και οι ακόλουθοι της ΑΠΟΛΛΩΣ, ΙΣΑΑΚΙΟΣ και ΚΟΔΡΑΤΟΣ), pour le calendrier grec orthodoxe, aux dates dès lors éventuellement "juliennes" / orientales (voir lendemain 22 avril grégorien par exemple).

### Prénoms du jour
Bonne fête aux Anselme, Anselmo, Anselma (voir les Anthelme les 26 juin) ; et aussi aux Hamon.

## Traditions et superstitions

### Dictons
- « À la saint-Anselme, les dernières fleurs on sème.»[14]
- « Tel temps à la saint-Anselme, tel temps pendant une semaine. »[15]

### Astrologie
- Signe du zodiaque : premier jour du signe astrologique du Taureau dans le calendrier « classique », désormais du signe du Bélier dans le « nouveau calendrier »[16].